# ヴァルミーの戦い
ヴァルミーの戦い（ヴァルミーのたたかい、フランス語：Bataille de Valmy）は、1792年9月20日に起きたフランス軍とプロイセン軍との会戦。フランス軍が勝利した。次の日、9月22日、国民公会（9月5日に立法議会廃止）が王政廃止宣言を発した。

## 経緯
1789年にフランス革命が勃発すると、オーストリア帝国とプロイセンは1791年の「ピルニッツ宣言」に基づき、革命がフランス国外へ波及することを阻止するために軍事介入を開始した。翌年、フランスの立法議会も「ピルニッツ宣言」の取り消しを拒否されたことを受け、オーストリアに宣戦布告した（1792年4月20日）。

## 戦闘前
1792年7月にはオーストリア軍がフランスに侵攻。フランス政府は「祖国危機」を宣言。続いてプロイセン軍もフランスに侵入。「国王夫妻に危害を加れば、パリを壊滅させる」と通告し、フランス市民を憤激させる。両国軍は破竹の進撃を続け、8月23日にはロンウィが陥落。9月2日にはヴェルダンが降伏した。この事態にパリは動揺する。
しかし、9月19日にメス県からのケレルマン軍とスダン県からのデュムリエ軍が合流し、フランス軍は5万の兵力となった。対するプロイセン軍は3万4000で、初めて兵力でフランスが優勢になった。ただし、フランス軍のほとんどの兵士は募集されたばかりの「1792年のボランティアたち」であったから、素人対プロの戦いでもあった。

## 戦闘
1792年の9月20日アルゴンヌの丘のヴァルミーで、悪天候の中フランス軍とブラウンシュヴァイク公指揮のプロイセン軍が交戦（"ヴァルミーの砲撃"）した。フランス軍は「国民万歳!」と叫びながら奮戦。多数の犠牲者を出すものの、グリボーヴァルの整備した砲兵隊の大砲の威力が功を奏し、プロイセン軍を退却に追い込んだのである。フランス軍の死者は300人。プロイセン軍は200人であった。

## 評価
フランス革命後最初の軍事的勝利であることで、「革命精神の勝利」と称えられた。ザクセン＝ヴァイマル＝アイゼナハ公カール・アウグストの元で従軍、プロイセン側でこの戦闘を目撃したゲーテが
と言ったことで知られ、新しい国民軍が従来の傭兵軍を破ったことが、近代国民国家が絶対君主制国家に勝った証として評価されることが多い。
また、この戦いによって史上最強の軍隊・国民軍が誕生したともいわれる。
歴史の教科書にも必ず載るほどの重要な戦いであるにもかかわらず、戦闘自体は極めて小規模で、この戦いの実態は戦いらしい戦いはなかったことはよく知られた事実として有名である。小規模な戦闘が起き（というより小競り合い）、雨が降ったので戦いをやめただけで、プロイセンを後退させたといっても濡れた湿地帯では食事が出来ないために20キロ後方に移動しただけであるともいわれている。現に損害はほとんどでていない。この戦闘の歴史的意義はあくまでも国民の軍隊が君主の軍隊に勝利したということであり、戦術的な意味ではそれほど重要な勝利ではない。
次の日、9月22日、立法議会が王政廃止を宣言したのである。